# Дивний світ бажань та надій
«Дивний світ бажань та надій» (інша назва: «Останній виклик») — радянський художній фільм 1986 року, знятий режисером Богдадом Мустафіним на кіностудії «Казахфільм».

## Сюжет
Мелодрама з елементами фентезі. Десь у Всесвіті є планета, мешканцям якої дива так само звичні, як нам їхня відсутність. Головний герой, який має чарівну силу, прилетів на Землю, де зустрів і закохався у звичайну земну дівчину.

## У ролях
- Ментай Утепбергенов — головна роль
- Фаріда Шаріпова — головна роль
- Жанна Керімтаєва — головна роль
- Нурмухан Жантурін — начальник небесної канцелярії

## Знімальна група
- Режисер — Богдад Мустафін
- Сценарист — Хакімджан Булібеков
- Оператор — Олексій Беркович
- Художник — Володимир Трапезников